# Почта (группа)
«Почта» — советская рок-группа из Ленинграда, возглавляемая Наилем Кадыровым и Сергеем Васильевым. Официально не прекращала существование, хотя музыканты группы после её распада были заняты в других коллективах либо вообще расстались с музыкой.
В 2020 году группа была реанимирована в обновлённом составе, при этом единственным классическим участником в нём стал Наиль Кадыров.

## История
Основатели группы, Сергей Васильев и Наиль Кадыров, познакомились в самом начале 70-х в пионерском лагере, куда их каждое лето отправляли родители. Именно тогда оба стали осваивать игру на гитаре. Когда осенью 1981 Кадыров вернулся из армии, Васильев уже вовсю сочинял собственные песни. Они начали играть их в две гитары, и через какое-то время обнаружили, что их творчество вызывает живой интерес у знакомых и друзей. Поначалу репертуар безымянной группы составляли исключительно песни Васильева, однако, со временем свои песни начал сочинять и Кадыров.
Осенью 1984 они решили прослушаться в Ленинградский рок-клуб. Название группе дала надпись на папке, в которой Сергей Васильев хранил тексты песен. Впоследствии название закрепилось, а группа была принята в рок-клуб как акустический дуэт.
В том же году Васильев и Кадыров знакомятся с Майком Науменко. Кадыров и Науменко быстро сдружились, а впоследствии первый стал полноправным участником «Зоопарка».
До 1987 года группа активно давала в основном квартирные концерты, большая часть которых проходила у Павла Краева.
В феврале 1987 года «Почта» расширяет состав до квартета — в состав входят басист Алексей Ионов и барабанщик Мурман Данелия. Весной группа знакомится с легендарным рок-музыкантом и звукорежиссёром Юрием Морозовым. После достаточно длительных уговоров Морозов соглашается записать песни коллектива. Результатом сотрудничества стал записанный в этом же году магнитоальбом «Город», в записи которого принял участие Михаил Файнштейн-Васильев из «Аквариума». Морозов также отметился на записи альбома в роли пианиста.
Коллектив в долгу не остался и в мае 1987 года принял участие в фестивале «Рок-Нива-87» как аккомпанирующая группа Морозова. Постепенно группа стала регулярно гастролировать в Москве и Московской области.
В 1989 году группа записывет свой второй альбом «Дорога назад» (полное название — «Коктейль „Дорога назад“, или Пивной день мастера Краева») в новой студии «Мелодии» на Васильевском острове. В записи альбома также приняли участие Михаил Файнштейн-Васильев и флейтист Сергей Быков.
Взлёт «Почты» прервала внезапная смерть Сергея Васильева вечером 23 сентября 1990 года от остановки сердца. По странному стечению обстоятельств, это случилось на сороковой день после гибели Виктора Цоя. Потеря оказала на группу тяжёлое воздействие: какое-то время коллектив пытался играть как трио, потом на место Васильева был приглашён Сергей Быков, но постепенно выступления «Почты» сошли на нет, хотя официально группа не прекращала существование.
Самым заметным участником группы стал Наиль Кадыров, параллельно игравший с «Зоопарком». Алексей Ионов после распада «Почты» переехал в Москву, где играл до 1999 года в группе «Заповедник», которой руководил Быков. После ухода из «Заповедника» Ионов вернулся в Санкт-Петербург, после чего трое бывших участников «Почты» заговорили о возрождении группы. Идея так и не реализовалась из-за смерти Ионова 20 июля 2002 года от сердечного приступа. Мурман Данелия в 90-е занимался бизнесом, а в 2005 открыл «S Club».
В 1997 году альбомы «Почты» были переизданы фирмой «Manchester Files» на кассете как сборник «Rock-n-roll для тебя. Лучшее из записанного 1987—1989» серии «Архивы русского рока», а в 2001 — выпущены на CD компанией «АнТроп».
В 2020 году «Почта» была реанимирована. Место лидера осталось за Кадыровым, ставшим басистом, новыми же участниками стали Роман Сухов (вокал, гитара), Константин Плехов (гитара) и Дмитрий Горелов (ударные). В таком составе группа постепенно вернулась к концертной и студийной деятельности.
В 2022 году «Почта» представила свой первый после долгого перерыва альбом «Начало», ставший третьим в общей дискографии группы. Новый альбом был записан в период 2020-2022 годов на петербургской студии «Добролёт» и включал в себя как новые песни, так и старые в новых аранжировках.

## Состав группы

### Классический состав
- Сергей Васильев — вокал, гитара, автор текстов и музыки
- Наиль Кадыров — вокал, гитара, автор текстов и музыки
- Алексей Ионов — бас, вокал, автор текстов и музыки
- Мурман Данелия — барабаны
- Сергей Быков — флейта, гитара, вокал

Сессионные музыканты
- Михаил Файнштейн-Васильев — перкуссия
- Юрий Морозов — фортепиано, звукорежиссёр
- Игорь Дельгядо — звукорежиссёр

### Состав с 2020 года
- Роман Сухов — вокал, гитара
- Наиль Кадыров — бас, вокал, автор текстов и музыки
- Константин Плехов — гитара
- Дмитрий Горелов — ударные

## Дискография
- Город (1987, Фирма «Мелодия»)
- Дорога назад (1989, Фирма «Мелодия»)
- Rock-n-roll для тебя. Лучшее из записанного 1987—1989 (1997, Manchester Files; 2001, АнТроп) — компиляция альбомов группы
- Начало (2022)
- Коктейль (2023)